# 花斑蜑螺
花斑蜑螺（学名：Nerita japonica），是原始腹足目蜑螺科蜑螺属的一种。主要分布于韩国、中国大陆、台湾，常栖息在河口泥砂地、潮间带。